# William Pitt Lynde
William Pitt Lynde (Sherburne, 16 de diciembre de 1817 - Milwaukee, 18 de diciembre de 1885) fue un abogado y político estadounidense que sirvió en la Cámara de Representantes de los Estados Unidos y como Alcalde de Milwaukee.

## Biografía
Lynde nació en Sherburne, Nueva York. Se graduó de la Universidad Yale en 1838, y de la Facultad de Derecho de Harvard, en 1841. Posteriormente fue admitido en el colegio de abogados de Nueva York. Se mudó a Milwaukee, Territorio de Wisconsin, poco después, acompañado de su nueva esposa, Mary Lynde.
En 1842 fundó el bufete de abogados Finch & Lynde, con su socio Asahel Finch, Jr. El bufete Finch & Lynde sobrevive hoy como Foley & Lardner, uno de los bufetes de abogados más grandes y antiguos de Estados Unidos.
Lynde se convirtió en fiscal general del Territorio de Wisconsin en 1844 y fiscal de los Estados Unidos para Wisconsin en 1845. También se desempeñó como presidente de la junta de fideicomisarios de Village of Milwaukee.

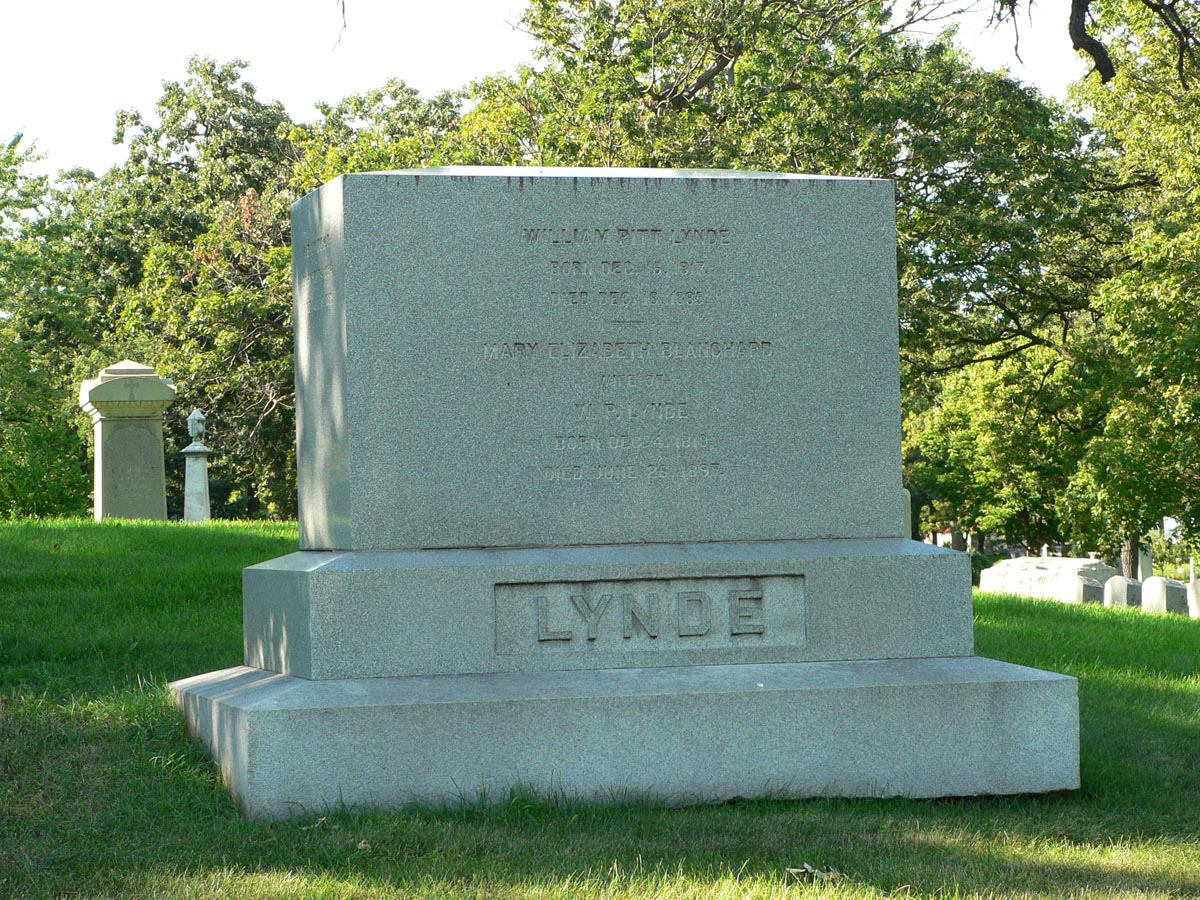
Su tumba en el cementerio de Forest Home.

Cuando Wisconsin fue admitido como estado en 1848, Lynde fue elegida como demócrata a la Cámara de Representantes de los Estados Unidos, uno de los dos primeros representantes de Wisconsin. Se unió a parte del 30.º Congreso de los Estados Unidos desde el 5 de junio de 1848 hasta el 3 de marzo de 1849, en representación del 1.º distrito congresional de Wisconsin. Perdió su candidatura a la reelección para el 31º Congreso. Tampoco tuvo éxito en las elecciones de 1849 para juez asociado de la Corte Suprema de Wisconsin.
Lynde se desempeñó como alcalde de Milwaukee en 1860. Su carrera política en Wisconsin también lo llevó a la legislatura estatal; sirvió en la Asamblea del Estado de Wisconsin en 1866 y en el Senado del Estado en 1869 y 1870. Regresó a la Cámara de Representantes de los Estados Unidos en 1875, donde sirvió dos mandatos completos, esta vez representando al 4.º distrito congresional de Wisconsin como parte de los congresos 44 y 45 desde el 4 de marzo de 1875 hasta el 3 de marzo de 1879.
Lynde murió en 1885 en Milwaukee a los 68 años. Está enterrado en el cementerio Forest Home de Milwaukee. Su esposa murió en 1897 y también fue enterrada allí.